# Nick Calathes
Nicholas William „Nick“ Calathes (griechisch: Νικόλαος Καλάθης; * 7. Februar 1989 in Casselberry, Florida) ist ein griechisch-US-amerikanischer Basketballspieler.

## Karriere
Calathes wurde als Schüler für seine Leistungen in der Basketballmannschaft der Lake Howell High School in Winter Park (US-Bundesstaat Florida) USA-weite Aufmerksamkeit zuteil. In Florida wurde er zweimal als Mr. Basketball ausgezeichnet, die Lake Howell High School verließ er als Erstplatzierter der seit Anbeginn der Schulmannschaft geführten Korbschützenliste.
Er wechselte 2007 an die University of Florida, wo er für zwei Jahre bei den Florida Gators spielte. In 36 Spielen seiner zweiten NCAA-Saison erreichte der Point Guard dort im Schnitt 17,2 Punkte, 5,3 Rebounds sowie 6,4 Assists.
2009 wechselte Calathes zum griechischen Rekordmeister Panathinaikos Athen, wo er einen Dreijahresvertrag unterzeichnete. Im selben Jahr wurde er im NBA Draft von den Minnesota Timberwolves an 45. Stelle ausgewählt, daraufhin aber zu den Dallas Mavericks transferiert. Mit Panathinaikos gewann Calathes bereits in seiner ersten Saison die griechische Meisterschaft und somit gleichzeitig auch den ersten Profititel seiner Karriere. 2011 errang er mit der Mannschaft den Sieg in der EuroLeague.
Mit Lokomotive Kuban Krasnodar gewann er im Spieljahr 2012/13 den europäischen Vereinswettbewerb EuroCup und wurde als bester Spieler dieses Wettbewerbs ausgezeichnet. 2013 stieß Calathes zu den Memphis Grizzlies und ging damit in die nordamerikanische Liga NBA. Im Februar 2014 wurde er zum Rookie of the Month der Western Conference gewählt. Er verbrachte zwei Saisons in Memphis. In 129 Spielen verzeichnete er durchschnittlich 4,6 Punkte, 1,9 Rebounds und 2,7 Assists.
2014 wurde in einer Dopingprobe Calathes’ der Stoff Tamoxifen gefunden, er wurde wegen dieses Verstoßes gegen die Dopingbestimmungen für 20 NBA-Spiele gesperrt.
Nach der Saison 2014/15 verließ Calathes die Grizzlies und kehrte zu Panathinaikos zurück. Mit der Mannschaft wurde er 2017, 2018, 2019 und 2020 griechischer Meister sowie 2016, 2017, 2019 Sieger des griechischen Pokalwettbewerbs. In der EuroLeague-Saison 2016/17 verpasste er nur denkbar knapp am 26. Oktober 2016, im Spiel gegen die Brose Bamberg, ein mögliches Triple-Double, nachdem er beim 84:83-Sieg gegen den deutschen Meister auf 13 Punkte, 11 Rebounds und 9 Assists kam.
In seinen zwei Jahren beim FC Barcelona gewann einmal die spanische Meisterschaft. Im August 2022 wurde Calathes, zu dessen Stärken das Spielverständnis, das Durchführen des Angriffsspielzugs Blocken und Abrollen, das Verteilen von Korbvorlagen sowie die Verteidigung zählen, von Fenerbahçe Istanbul verpflichtet. 2024 wurde er mit der Mannschaft türkischer Meister und Pokalsieger.
Mitte Juni 2024 unterschrieb Calathes einen Vertrag beim amtierenden französischen Meister AS Monaco. Im Mai 2025 erreichte er mit Monaco das Euroleague-Endspiel. Dieses verlor man gegen seine ehemalige Mannschaft Fenerbahçe Istanbul.

## Nationalmannschaft
Mit der U20-Nationalmannschaft Griechenlands nahm Calathes 2008 an der Europameisterschaft in Lettland teil. In sechs Begegnungen erzielte Calathes durchschnittlich 11,2 Punkte, 3,5 Rebounds und 3,7 Assists.
2009 debütierte er bei der Herrenauswahl und nahm mit dieser an der Europameisterschaft teil, die er mit dem Gewinn der Bronzemedaille abschließen konnte. Bei der Europameisterschaft 2015 war Calathes erster Aufbauspieler der griechischen Auswahl, die im Viertelfinale knapp gegen Spanien ausschied. Auch 2015 und 2017 war er EM-Teilnehmer und gehörte bei den Weltmeisterschaften 2010, 2014, 2019 zum griechischen Aufgebot.

## Erfolge
- EuroLeague: 2011
- ULEB Eurocup: 2013

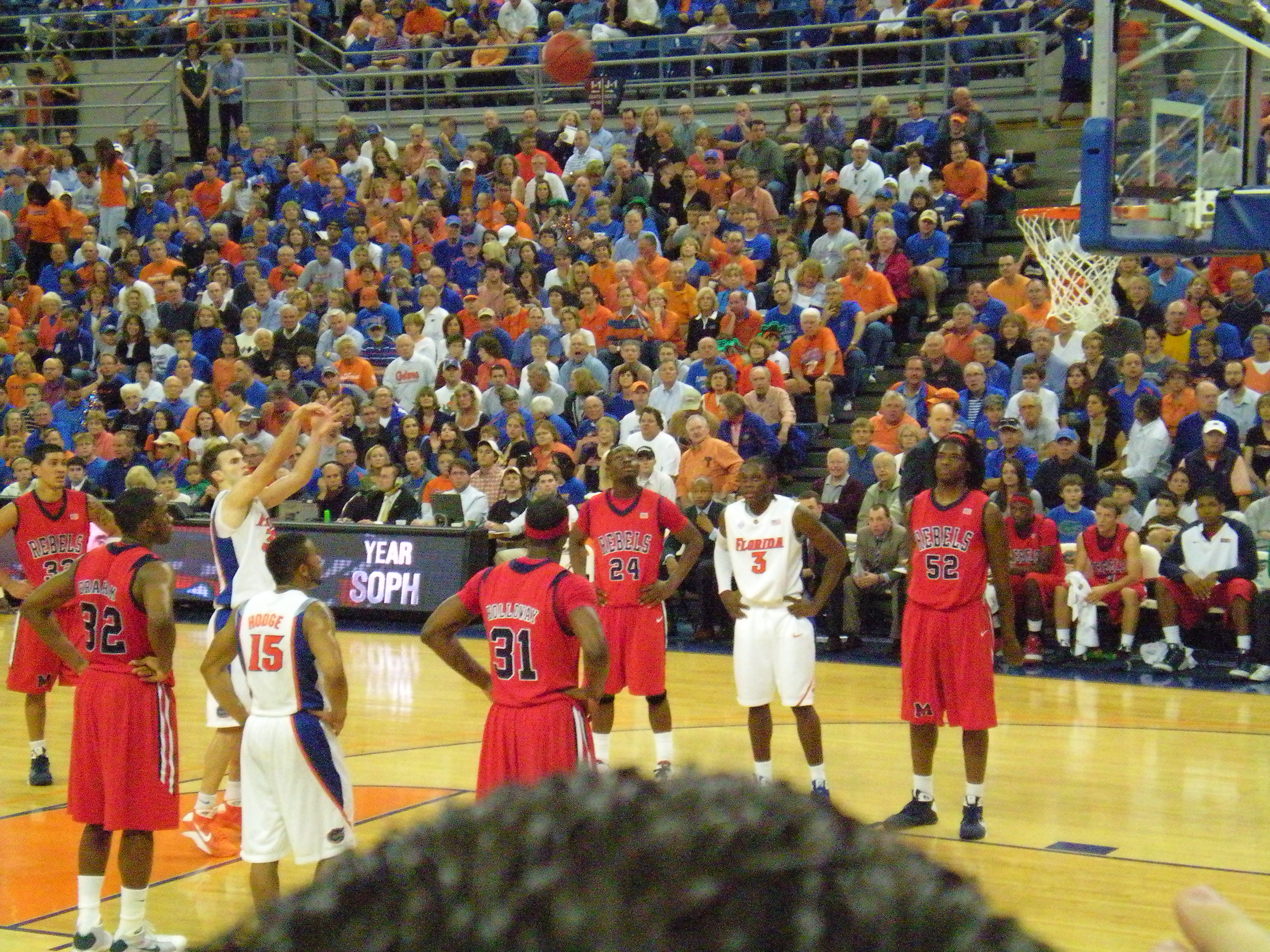
Calathes als Spieler der Florida Gators

- Griechischer Meister: 2010, 2011, 2017, 2018, 2019, 2020
- Spanischer Meister: 2021
- Türkischer Meister: 2024
- Griechischer Pokalsieger: 2012, 2016, 2017, 2019
- Spanischer Pokalsieger: 2021, 2022
- Türkischer Pokalsieger: 2024
- Bronzemedaille bei der Europameisterschaft: 2009

## Auszeichnungen
- Mr. Basketball (Florida): 2006, 2007
- McDonald’s All-American: 2007
- All-Southeastern Conference Second Team: 2008
- Teilnahme an Weltmeisterschaften: 2010, 2014, 2019
- Teilnahmen an Europameisterschaften: 2009, 2011, 2015, 2017
- Teilnahmen am griechischen All-Star Game: 2011, 2018, 2019, 2020
- MVP der Hauptrunde des Eurocup 2012/13
- All-Eurocup First Team: 2013
- All-Euroleague First Team: 2018, 2019
- MVP der A1 Ethniki:  2017, 2018, 2019
- Bester Verteidiger der Basket League: 2015/16, 2016/17, 2017/18
- MVP des griechischen Pokalendspiels: 2019

## Familie
Calathes Urgroßeltern verließen Griechenland zu Beginn des 20. Jahrhunderts.
Sein älterer Bruder Pat Calathes war ebenfalls Basketballprofi. In der Saison 2011/12 spielten beide gemeinsam für Panathinaikos Athen.